# (184501) Pimprenelle
(184501) Pimprenelle est un astéroïde de la ceinture principale.

## Description
(184501) Pimprenelle est un astéroïde de la ceinture principale. Il fut découvert par Bernard Christophe le 9 août 2005 à l'observatoire de Saint-Sulpice. Il présente une orbite caractérisée par un demi-grand axe de 2,39 UA, une excentricité de 0,17 et une inclinaison de 1,98° par rapport à l'écliptique.
Il fut nommé en l'honneur de Caroline « Pimprenelle » Christophe (née en 1978), qui est la fille du découvreur. Pimprenelle était aussi un personnage dans l'émission de télévision des années 1970 Bonne nuit les petits.

## Compléments